# AB Kreditkassan av år 1922
AB Kreditkassan av år 1922 var en svensk bankakut, som inrättades 1922 och upplöstes 1937.
Aktiebolaget Kreditkassan av år 1922 inrättades för att ersätta Sveriges riksbank i dess roll som långivare i sista hand i den bankkris som uppstått i början av 1920-talet. Den nya banken skulle ge den Sydsvenska banken, vilket uppstått genom en rekonstruktion av Sydsvenska Kreditaktiebolaget, en respit.
Banken bildades i maj 1922 av de till Svenska Bankföreningen anslutna affärsbankerna, med Stockholms Enskilda Bank och Skandinaviska Kreditaktiebolaget som initiativtagare. Kreditkassans eget kapital var fem miljoner kronor. Kreditkassan fick av staten en garantifond på 50 miljoner kronor, för vilken en räkningskredit inrättades i Riksgäldskontoret.
Bankens uppgift var att lämna stöd i form av aktieteckning eller lån till en behövande bank, som bildats för att ta hand om en annan insolvent banks förbindelser. 
Kreditgränsen för verksamheten spräcktes redan i slutet av 1922. Kreditkassan kom att – utöver i Sydsvenska Banken – också engagera sig i de krisande Smålands Enskilda Bank (1922 samt 1926), Wermlands Enskilda Bank (1923), Svenska Lantmännens Bank/Jordbrukarbanken  (1925) och Nordiska Handelsbanken/Göteborgs Handelsbank (1925). 

## Avveckling
Kreditkassans verksamhet skulle enligt avtalet mellan staten bankerna upphöra senast 1927. Den förlängdes först ett år. Därefter övertog staten hela ägandet. Kreditkassan avvecklades slutligen 1937.